# Kamienica Czirenbergów w Gdańsku
Kamienica Czirenbergów (Czirenbergów-Frederów) – barokowa kamienica, znajdująca się w Gdańsku przy ulicy Długiej 29.

## Historia
Została wzniesiona około roku 1620. Fasada kamienicy jest dziełem architekta Abrahama van den Blocke, zaś medaliony z głowami cezarów rzymskich z roku 1549 są wcześniejszymi dziełami Piotra Ringeringa.
Na attyce widnieją w eliptycznych polach trzy napisy w języku łacińskim, pośrodku napis „PRO INVIDIA” (dla zazdrości).
Kamienica przeszła później na własność pochodzącej z Hesji kalwińskiej rodziny Czirenbergów (Zierenbergów, Czierenbergów). W bazylice Mariackiej znajduje się epitafium rodu – dzieło Abrahama van den Blocke z roku 1616.
Daniel Zierenberg (zm. 1602) i Johann Zierenberg (zm. 1642) byli burmistrzami Gdańska.